# Große Synagoge (Katowice)
Koordinaten: 50° 15′ 40″ N, 19° 1′ 8″ O

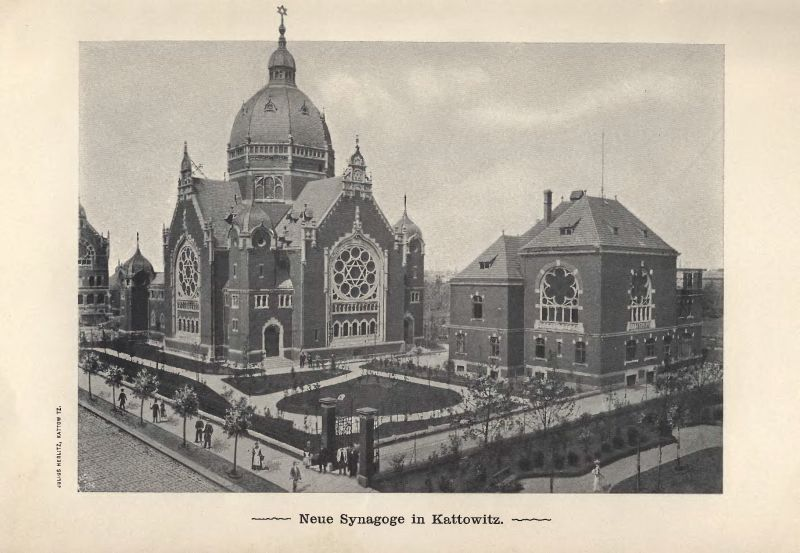
Große Synagoge, historische Ansichtskarte

Die Große Synagoge in Kattowitz / Katowice wurde im Jahr 1900 erbaut und war bis zu ihrer Zerstörung 1939 eine der größten Synagogen in Oberschlesien.

## Baugeschichte und Architektur

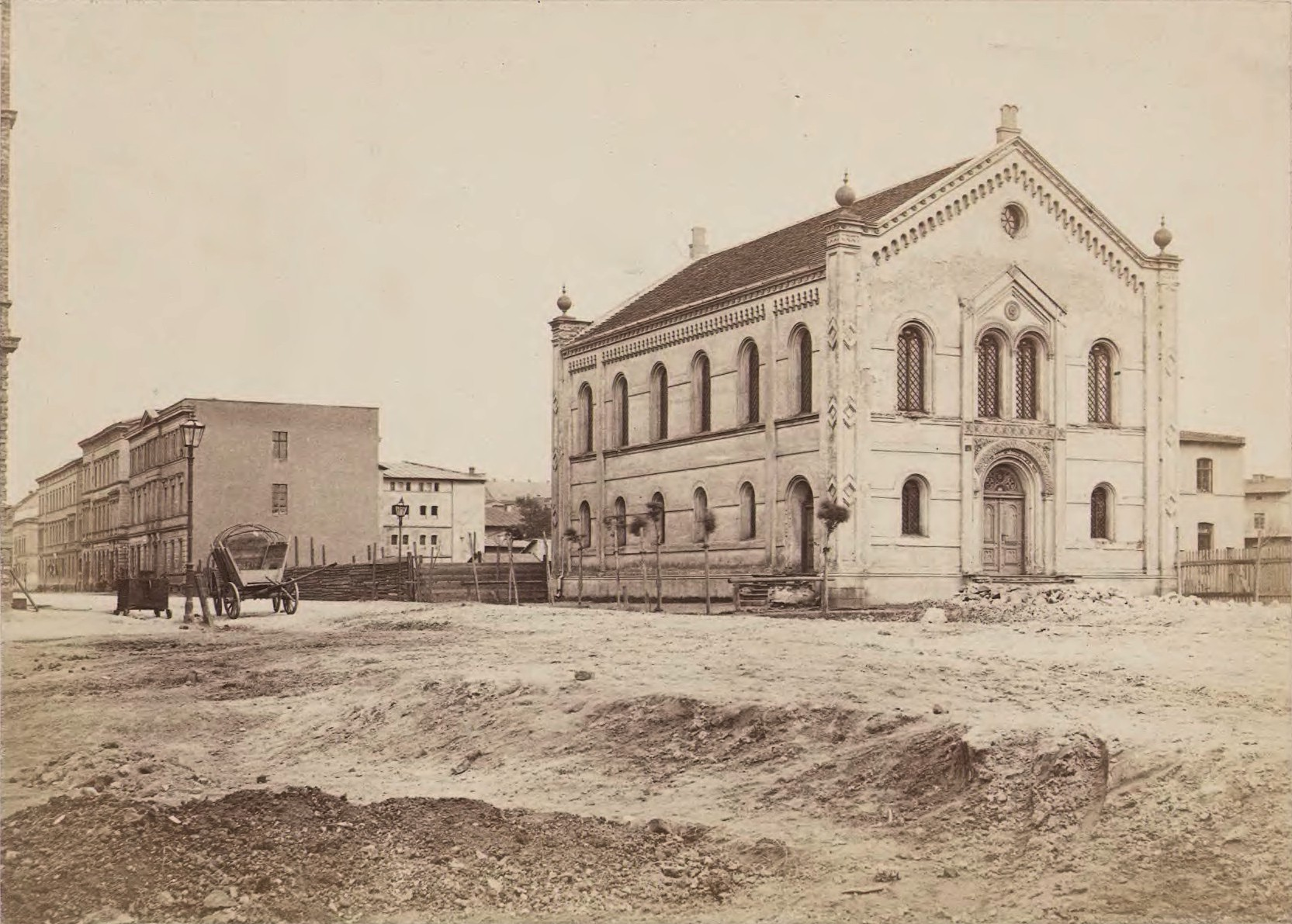
Alte Synagoge, Foto um 1872

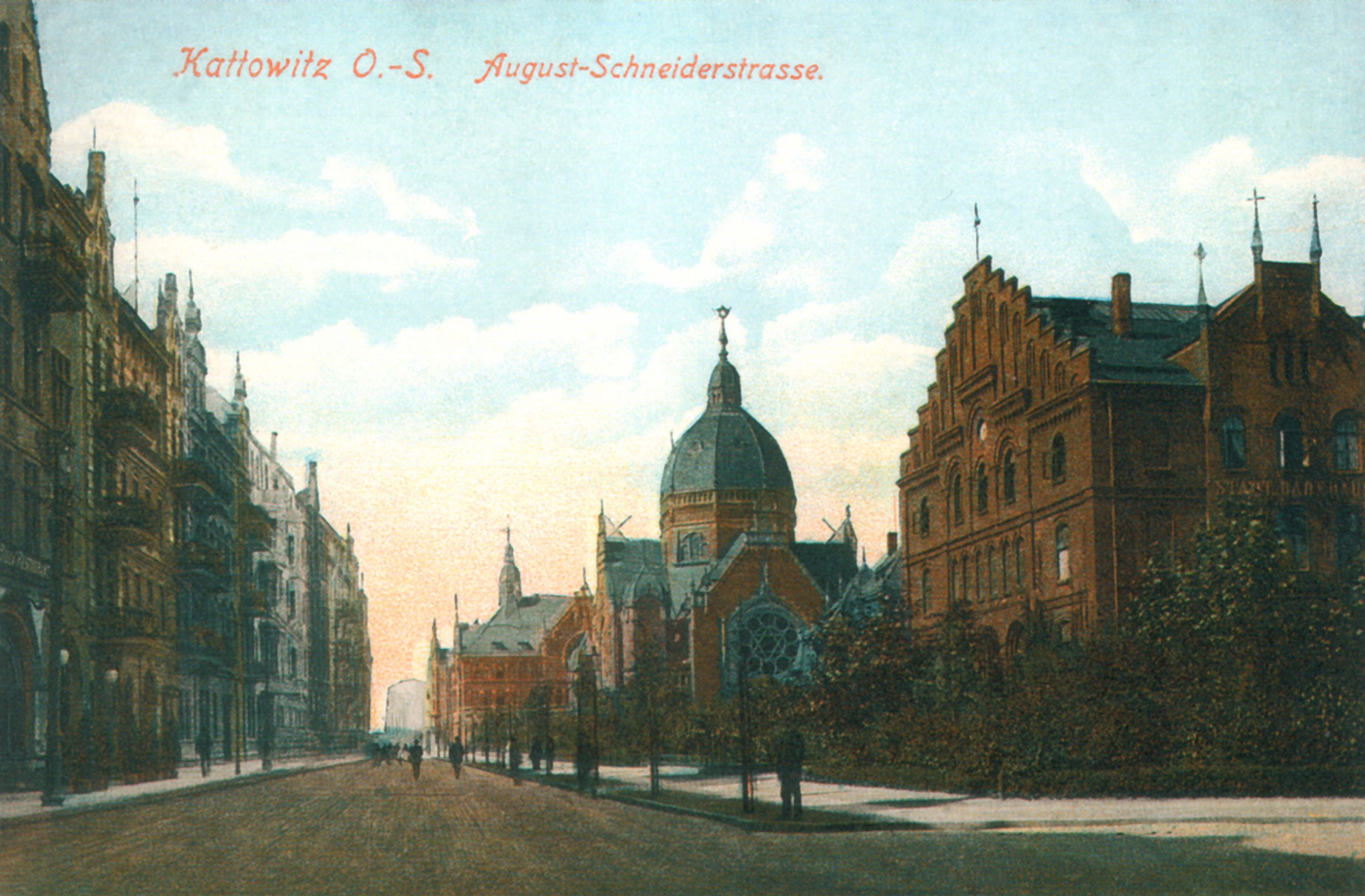
Große Synagoge, historische Ansichtskarte

Der monumentale Bau auf dem Eckgrundstück Tiele-Winckler-Platz / August-Schneider-Straße, an der heutigen ul. Mickiewicza, ersetzte die Alte Synagoge von 1862, die an der heutigen ul. 3 Maja lag und mit ihren insgesamt 320 Plätzen nicht genügend Platz für die ständig anwachsende jüdische Bevölkerung der Stadt bot. Erbaut wurde die Große Synagoge vom örtlichen Bauunternehmen Ignatz Grünfeld, das schon die Alte Synagoge errichtet hatte. Als Baumaterial wählte man Backstein und für die Fassadengliederungen Naturstein. Der neue, prächtig ausgestattete Bau kostete rund 500.000 Mark und nahm auf dem Grundriss eines kreuzförmigen Zentralbaus vor allem Elemente der Neorenaissance und des Maurischen Stils, aber auch der Neugotik auf. Im Inneren fanden 1184 Menschen Platz. Die Synagoge bildete zusammen mit der Mikwe und dem Gemeindehaus sowie dem im selben Jahr errichteten städtischen Gymnasium ein eindrucksvolles architektonisches Ensemble. Prägend für die Stadtsilhouette war ihre riesige Kuppel. Die offizielle Einweihung der Synagoge fand 1900 zu Rosch ha-Schana statt. 1901 wurde in dem Gebäude der Kongress der Zionistischen Weltorganisation abgehalten.
Die Synagoge blieb nur knapp vier Jahrzehnte, bis zum 5. September 1939 erhalten, sie wurde einen Tag nach dem deutschen Überfall auf Polen in Brand gesetzt und anschließend völlig zerstört. Nach Abschluss der Zertrümmerung wurden die Keller auf der Suche nach Wertgegenständen durchwühlt, aber außer unverbrannten Thorarollen wurde nichts gefunden.
Heute befindet sich an dieser Stelle ein Marktplatz namens Plac Synagogi (Synagogenplatz). Im Juli 1988 wurde dort ein Denkmal für die jüdischen Katowicer errichtet, die von den Deutschen im Holocaust ermordet wurden.
Im Mai 2012 wurde über Pläne berichtet, den ehemaligen Standort umzugestalten.

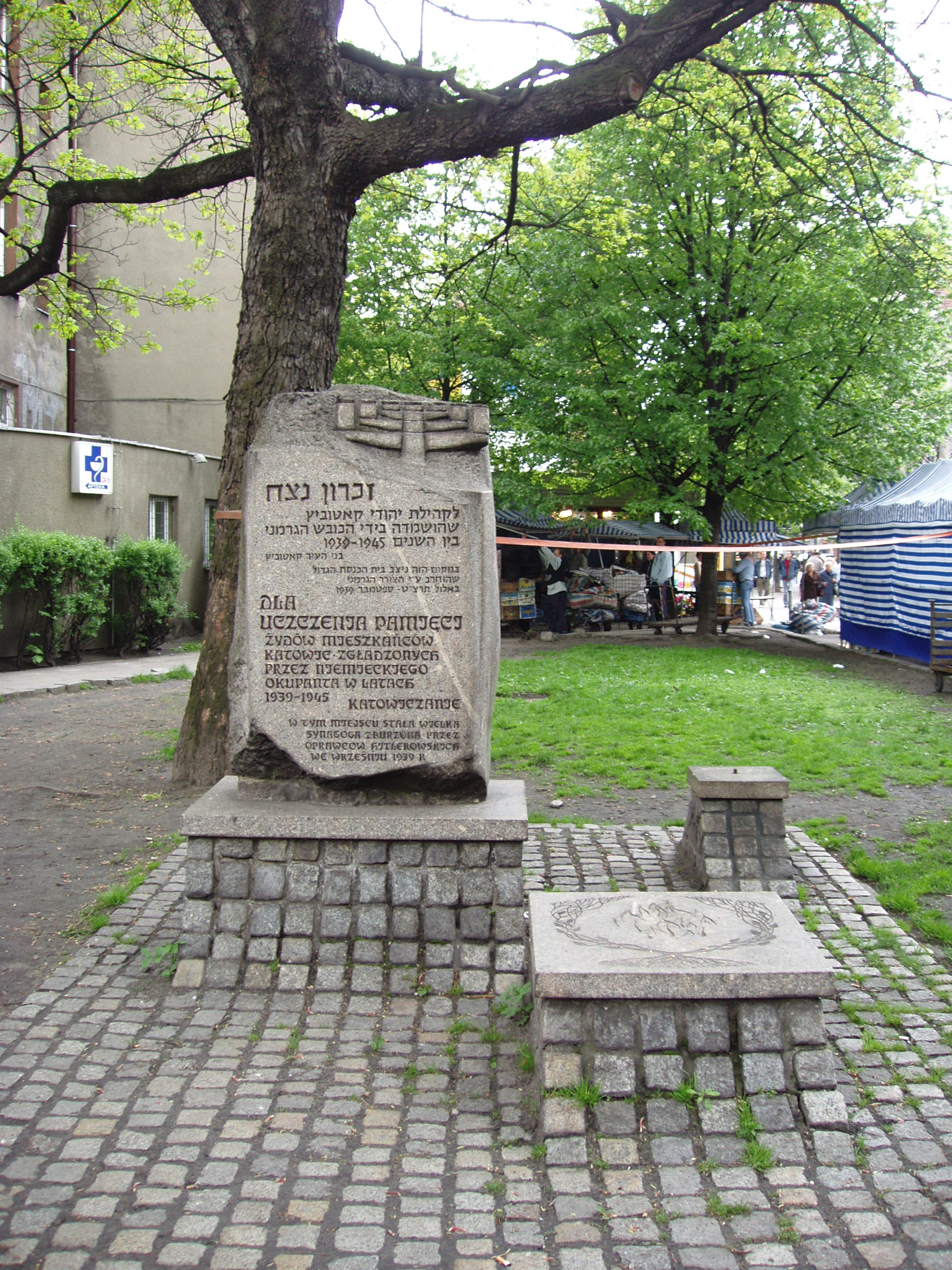
Denkmal
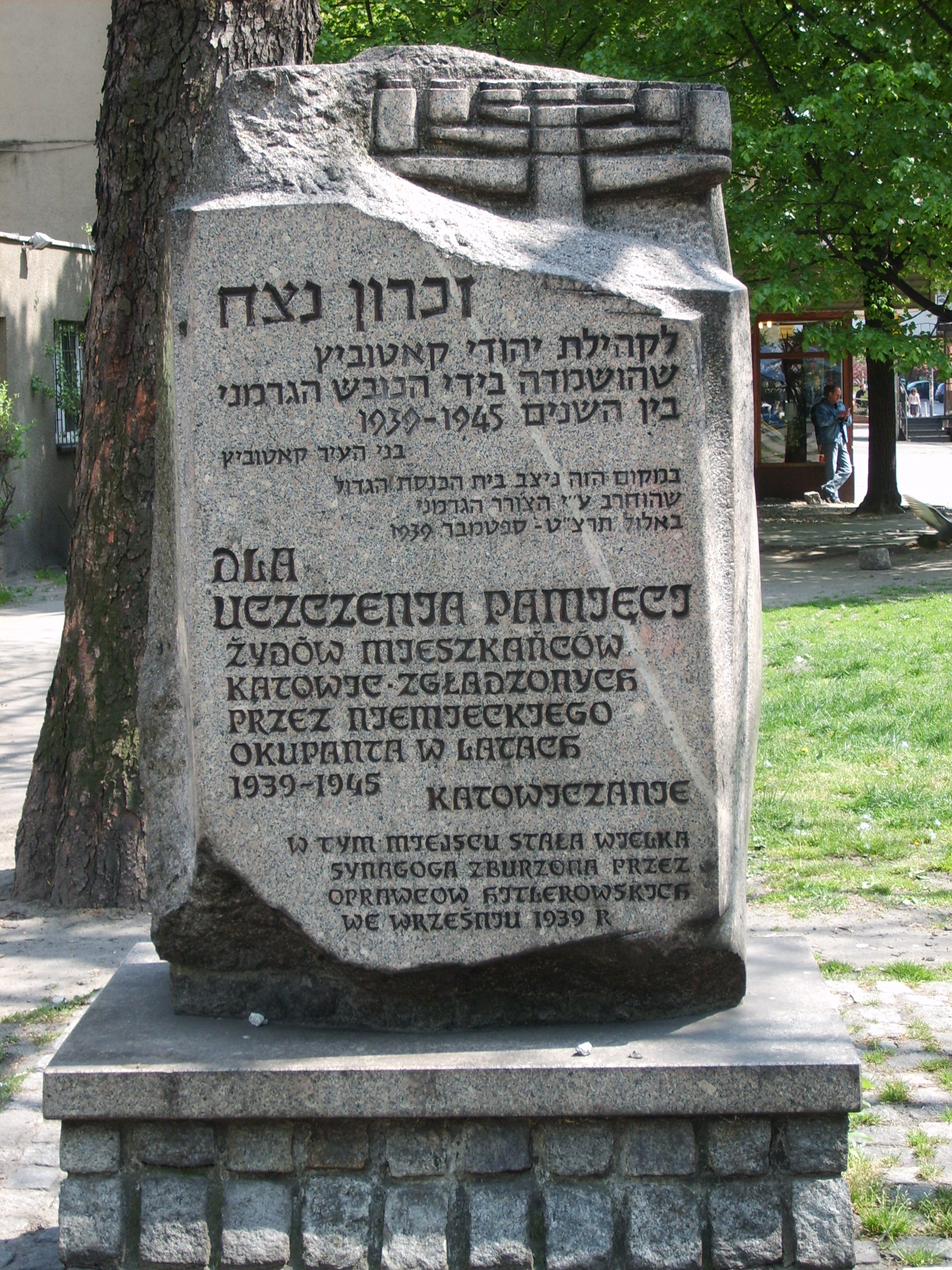
Inschrift des Denkmals